# Hermann (maison d'édition)
Pour les articles homonymes, voir Hermann.
Hermann Édition Sciences et Arts est une maison d'édition fondée en 1876, spécialisée dans les sciences et les arts.

## Historique

### 1876-1956
Fondée par Arthur Hermann, professeur de mathématiques, la maison s'installe à Paris, 6 rue de la Sorbonne, vend des livres scientifiques et publie des ouvrages de mathématiciens et physiciens tels Élie Cartan, Pierre Curie, Henri Poincaré et de sciences naturelles comme Charles Oberthür. Son fils, Jules Hermann, publie des catalogues jusqu'à sa mort en 1927. Son gendre, Enrique Freymann, reprend l'activité, crée la collection Actualités scientifiques et industrielles avec l'aide de Louis de Broglie, publiant des œuvres de Jean Cavaillès, Bourbaki, Eugène Cosserat, Albert Einstein, Jacques Monod, Gaston Bachelard et Jean-Paul Sartre. Pendant l'Occupation, Freyman rencontre Pierre Berès, fondateur des éditions La Palme, qui rachète Hermann en 1956.

### 1956-2005
Sous Pierre Berès, Hermann enrichit la collection Actualités scientifiques et industrielles et crée les collections Méthodes, Enseignement des sciences et Histoire de la pensée. La maison développe aussi un secteur beaux-arts, publie Art de France avec André Chastel et crée la collection Miroirs de l'art. Les collections incluent Ouverture médicale, Travaux en cours, Actualités mathématiques, et diverses publications par Henri Cartan, Pierre Samuel, Jean-Pierre Serre, Laurent Schwartz, Roger Godement, Gustave Choquet, Paul Malliavin, ainsi que des traductions de Karl Jaspers et des œuvres de Jean-Pierre Faye, Claude Cohen-Tannoudji, Marc Fumaroli, Jacqueline de Romilly.

### Depuis 2006
Sous la présidence d'Arthur Cohen, les éditions Hermann lancent plusieurs nouvelles collections, dont Visions des sciences. En 2005, Hermann crée le département Hermann Littérature, inauguré par Philippe Sollers avec la publication du roman Giovanni Pico de Guillaume de Sardes en 2007.

## Les collections
- Enseignement des sciences : Mathématiques, Physique, Chimie, Sciences de la Vie et de la Terre
- Méthodes : Mathématiques, Physique, Chimie, Sciences de la Vie et de la Terre, Informatique
- Médecine et vie pratique
- Visions des sciences : Histoire des sciences
- Art : Histoire de l'Art, Musique, Danse
- Œuvres complètes de Diderot
- Lettres : Savoir.Lettres, Hermann-Littérature, Critiques littéraires
- Sciences Humaines : Philosophie (Hermann Philosophie, Le Bel Aujourd'hui, L'Avocat du diable, Rue de la Sorbonne), Sciences sociales, Psychanalyse, Culture, Autour des sciences, Hermann / L'Entrepôt